# Саманта Сейнт
Саманта Сейнт (на английски: Samantha Saint) е американска порнографска актриса и еротичен модел.

## Ранен живот
Родена е на 8 юни 1987 г. в град Мемфис, щата Тенеси, САЩ.
В училище е мажоретка.
На 19-годишна възраст се премества в щата Колорадо, където е приета в училище по козметика и там завършва специалността естетика, като получава лиценз да практикува професията си в рамките на щата.

## Кариера
Дебютира като актриса в порнографската индустрия през 2011 г.
На 25 септември 2012 г. подписва ексклузивен договор с продуцентската компания Уикед Пикчърс и става едно от нейните момичета и основни лица. Сейнт следва политиката на компанията и снима само сцени с безопасен секс. Същата година снима първите си сцени с междурасов секс, анален секс и генгбенг във филма „Samantha Saint Is Completely Wicked“.
През 2012 г. е избрана за любимка на месец октомври на списание „Пентхаус“.
През 2013 г. Саманта Сейнт е свързана със секс скандала с Ричард Нанула – изпълнителен директор на филмовата компания „Мирамакс“. Тя е наета да се снима в секс сцена за уебсайт, като ѝ партнира именно Нанула. По-късно порноактрисата потвърждава, че е правила секс с Нанула в порнографска продукция и това води до неговата оставка и напускането му на „Мирамакс“. Сейнт твърди, че разпознава Нанула по-късно, след като сцената е заснета, и че е наета за професионална порнографска сцена, а не за проституция и получава нормалното си възнаграждение от 1200 долара за сцена с мъж. Тя се усъмнила относно професионалния характер на сцената след края ѝ, когато получила парите си в брой, поставени в плик с надпис „Colony Capital“.
На 18 януари 2014 г. Сейнт заедно с Шанел Престън и комедийната актриса Ребека Кочан водят церемонията по връчване на 31-вите награди на AVN.
На корицата е на списанията „Пентхаус“ (в броя за октомври 2012 г.), „Клуб“ (януари 2012 г.), „Клуб Интернешънъл“ (май 2012 г.), „Хъслър“, „Екстрийм“ (декември 2013 г.) и др.

## Обществена дейност
През 2013 г. Сейнт се включва в отбора на „Уикед Пикчърс“ за набирането на финансови средства за борба с ХИВ вируса и синдрома на придобитата имунна недостатъчност и участва в благотворителното шествие в Лос Анджелис заедно с други порноактьори.

## Личен живот
Живее в Малибу, щата Калифорния.
Размерът на гърдите ѝ е 34DD. Има пиърсинг на дясната ноздра, зърната на гърдите, пъпа и клитора.

## Награди и номинации
Номинации за индивидуални награди
- 2012: Номинация за AVN награда за най-добра нова звезда.[6][11][14]
- 2012: Номинация за XBIZ награда за нова звезда на годината.
- 2013: Номинация за AVN награда за изпълнителка на годината.[11][15]
- 2013: Номинация за XBIZ награда за изпълнителка на годината.[16]
- 2014: Номинация за AVN награда за изпълнителка на годината.[17]
- 2015: Номинация за AVN награда за най-добра актриса – „Cinderella XXX: An Axel Braun Parody“.[18]

Номинации за изпълнение на сцени
- 2013: Номинация за AVN награда за най-добра орална секс сцена – „Ненаситната мис Сейнт“.[15][19]
- 2013: Номинация за AVN награда за най-добра секс сцена с двойка (момче/момиче).[19]
- 2013: Номинация за AVN награда за най-добра секс сцена с тройка (момче/момче/момиче).[19]
- 2013: Номинация за NightMoves награда за най-добри гърди.[20]

Други признания и отличия
- 2011: Twistys момиче на месец февруари.[21]
- 2012: Пентхаус: любимец на месец октомври.[7][4]